# Esteve Gratacòs i Roca
Esteve Gratacòs Roca (Gràcia (Barcelona), 2 de desembre del 1887 - Barcelona, 12 de gener del 1938) fou un flautista i professor de música català, pare i mestredel també flautista Salvador Gratacòs i Nadal. Estudià a l'Escola Municipal de Música de Barcelona, i fou deixeble dels mestres Joan Lamote de Grignon i Josep Vila (flauta). El 1917 guanyà la plaça de flauta principal a la Banda Municipal de Barcelona i fou solista de l'Orquestra Simfònica de Barcelona. Posteriorment ingressà a l'Orquestra Pau Casals amb la qual actuà en diverses ocasions com a solista sota la direcció del mateix mestre amb obres com la Suite en si m i els Concerts de Brandenburg de Johann Sebastian Bach (juntament amb Eduard Toldrà i Donald Francis Tovey) o els concerts per a flauta de Mozart. El 1931 guanyà per oposició la plaça de professor de flauta i flautí a l'Escola Municipal de Música de Barcelona. En morir el 1938, era també professor del Conservatori del Liceu i membre de la Banda Municipal.
A banda de la seva activitat com a músic d'orquestra portà a terme una activitat intensa en la música de cambra com a membre del "Sextet Granados" (un quintet de vent i piano amb els membres de l'Orquestra Pau Casals i de la Banda Municipal, Joan Vives, Anton Goxens, Cassià Carles, Ramon Bonell i el pianista Guillem Garganta) actuant dins dels cicles de l'Associació Obrera de Concerts, la Societat Internacional de Música Contemporània de Barcelona, i d'altres, col·laborant amb Wanda Landowska, Madeleine Bonnard, Enric Casals, Antoni Planàs, Concepció Badia, Rosa Balcells, Robert Gerhard, Jaume Poca, Alexandre Vilalta, Ricard Vives, Blai Net, Margarida Chala, Regino Sainz de la Maza, Enrique Fernández Arbós, Joan Gibert… Participà també en l'estrena del Concerto de Manuel de Falla, en primeres audicions d'obres de música de cambra de R. Gerhard, o en l'estrena a Espanya d'autors pràcticament desconeguts en aquell moment com Walter Piston (la Sonata per a piano i flauta) que fou estrenada al nostre país en el programa del XIV Festival de la Societat Internacional per la Música Contemporània celebrat a Barcelona l'abril del 1936. A rel del seu traspàs, en plena guerra civil, l'"Orquestra Municipal d'Instruments de Vent" dedicà als recentment traspassats Maurice Ravel i Esteve Gratacòs ("el seu eminent company, el primer flauta solista de la Corporació Municipal") un concert d'homenatge.
Com a compositor, se li atribueix una sardana, Maria Dolors.